# Loxobates ephippiatus
Loxobates ephippiatus là một loài nhện trong họ Thomisidae.
Loài này thuộc chi Loxobates. Loxobates ephippiatus được Tord Tamerlan Teodor Thorell miêu tả năm 1877.